# Kirstie Alora
Kirstie Elaine Alora (25 de noviembre de 1989) es una deportista filipina que compite en taekwondo. Ganó dos medallas en los Juegos Asiáticos en los años 2010 y 2014, y tres medallas en el Campeonato Asiático de Taekwondo entre los años 2012 y 2021.

## Palmarés internacional
| Juegos Asiáticos    | Juegos Asiáticos             | Juegos Asiáticos  | Juegos Asiáticos |
| Año                 | Lugar                        | Medalla           | Categoría        |
| ------------------- | ---------------------------- | ----------------- | ---------------- |
| 2010                | Cantón (China)               | Medalla de bronce | –73 kg           |
| 2014                | Incheon (Corea del Sur)      | Medalla de bronce | –73 kg           |
| Campeonato Asiático |                              |                   |                  |
| Año                 | Lugar                        | Medalla           | Categoría        |
| 2012                | Ciudad Ho Chi Minh (Vietnam) | Medalla de bronce | –73 kg           |
| 2016                | Pásay (Filipinas)            | Medalla de bronce | –73 kg           |
| 2021                | Beirut (Líbano)              | Medalla de plata  | +73 kg           |